# هارالد مایر
هارالد مایر (آلمانی: Harald Maier؛ زادهٔ ۱۷ نوامبر ۱۹۶۰) دوچرخه‌سوار اهل اتریش است.
وی در مسابقات مهمی همچون تور دو فرانس ۱۹۸۲، ۱۹۸۴ و ۱۹۹۲، جیرو دیتالیا ۱۹۸۳، بوئلتا آ اسپانیا ۱۹۸۲ و ۱۹۹۲ و ۱۹۹۳ بوده است.